# Xian de Huangchuan
Le xian de Huangchuan (潢川县 ; pinyin : Huángchuān Xiàn) est un district administratif de la province du Henan en Chine. Il est placé sous la juridiction de la ville-préfecture de Xinyang.

## Démographie
La population du district était de 772 665 habitants en 1999.

## Culte
Huangchuan dispose d'une église catholique dépendant du diocèse de Xinyang; elle est dédiée à l'Immaculée-Conception.